# Georges Gilles de la Tourette
Georges Albert Édouard Brutus Gilles de la Tourette (30. října 1857 Saint-Gervais-les-Trois-Clochers – 26. května 1904 Lausanne) byl francouzský neurolog. Na výzvu svého učitele Charcota v roce 1884 vědecky popsal u devíti pacientů chorobu později pojmenovanou Tourettův syndrom.

## Dílo
- L'hypnotisme et les états analogues au point de vue médico-légal. Paříž, 1887
- Traité clinique et thérapeutique de l’hystérie d’après l’enseignement de la Salpêtrière. Paříž, 1891.
- Études cliniques & physiologiques sur la marche. Paříž, 1885
- Leçons de clinique thérapeutique sur les maladies du système nerveux. Paříž, 1898.
- Les actualités médicales. Formes cliniques et traitement des myélites syphilitiques. Paříž, 1899.
- La maladie des tic convulsifs. La semaine médicale, 1899, 19: 153-156.